# Muntura Sony E
La muntura d'objectiu Sony E va ser desenvolupada per Sony per a les seves càmeres d'objectiu intercanviable sense mirall.
Aquesta, va ser presentada el maig del 2010, i les primeres càmeres amb aquesta muntura van ser la Sony NEX-3 i la NEX-5.
La muntura té una distància de brida de 18mm (idèntica a la muntura Canon EF-M) i un diàmetre intern de 46,1mm.
El 2013, es van presentar la Sony A7 i la A7R, les dues primeres càmeres Full Frame sense mirall. Amb elles també es va presentar la nova muntura FE, una variant de la Sony E.

## Esquema de noms de les càmeres sense mirall amb muntura E/FE[1][4]
| Sensor | Sector de mercat | Model  | Model   | Model    | Model   | Model   | Model   | Model     | Model   | Model     |
| ------ | ---------------- | ------ | ------- | -------- | ------- | ------- | ------- | --------- | ------- | --------- |
| 35mm   | Esport Pro       | α 1    | α 1 II  |          |         |         |         |           |         |           |
| 35mm   | Esport           | α 9    | α 9 II  | α 9 III  | α 9 III | α 9 III | α 9 III | α 9 III   | α 9 III |           |
| 35mm   | Fotografia       | α 7SR  | α 7R II | α 7R III | α 7R IV | α 7R V  |         |           |         |           |
| 35mm   | Vídeo            | α 7S   | α 7S II | α 7S III |         |         |         |           |         |           |
| 35mm   | Semiprofessional | α 7    | α 7 II  | α 7 III  | α 7 IV  | α 7C    | α 7C II | α 7CR     | ZV-E10  | ZV-E10 II |
| APS-C  | Semiprofessional | NEX-7  | α 6500  | α 6600   |         |         |         |           |         |           |
| APS-C  | Expert           | NEX-6  | α 6000  | α 6100   | α 6300  | α 6400  | α 6700  |           |         |           |
| APS-C  | Amateur          | NEX-5  | NEX-5N  | NEX-5R   | NEX-5T  | α 5100  | ZV-E1   |           |         |           |
| APS-C  | Públic general   | NEX-3  | NEX-C3  | NEX-F3   | NEX-3N  | α 5000  | ZV-E10  | ZV-E10 II |         |           |
| APS-C  | Bàsic            | α 3000 | α 3500  |          |         |         |         |           |         |           |
| APS-C  | Modul            | QX1    |         |          |         |         |         |           |         |           |

## Esquema de noms de les càmeres de vídeo amb muntura E/FE
| Sensor     | Nom        | Sistema   |
| ---------- | ---------- | --------- |
| APS-C      | NEX-VG10   | Handycam  |
| APS-C      | NEX-VG20   | Handycam  |
| APS-C      | NEX-VG30   | Handycam  |
| APS-C      | NEX-EA50   | NXCAM     |
| APS-C      | NEX-VG30   | Handycam  |
| Super 35mm | NEX-FS100  | NXCAM     |
| Super 35mm | NEX-FS700  | NXCAM     |
| Super 35mm | NEX-VG900  | Handycam  |
| Super 35mm | PXW-FS5    | XDCAM     |
| Super 35mm | PXW-FS5 II | XDCAM     |
| Super 35mm | PXW-FS7    | XDCAM     |
| Super 35mm | PXW-FS7 II | XDCAM     |
| 35mm       | PXW-FX9    | XDCAM     |
| 35mm       | FX6        | α (Alpha) |
| 35mm       | FX2        | α (Alpha) |
| 35mm       | FX3        | α (Alpha) |
| 35mm       | FX3a       | α (Alpha) |
| 35mm       | FX30       | α (Alpha) |
| 35mm       | FR7        | PTZ       |

La Sony Burano, la Venice i la Venice II les 
qus sónés de la gamma de cine de Sony, poen a incorporada la muntura PL.

## Sigles
Igual que tots els altres fabricants d'objectius, Sony també usa un conjunt de sigles per a designar aspectes bàsics de cada objectiu, per a indicar des de quina mena de cos és l'ideal per a muntar-ho fins a característiques de fabricació:
- G (Gold): Obectius de gamma professional
- GM (Gold Master): Obectius de gamma professional amb un disseny més modern i amb més qualitat
- ZA: Objectiu de gran qualitat el disseny del qual ha estat aprovat per Zeiss
- OSS (Optical Steady Shot): Sistema d'estabilitzador d'imatge incorporat a l'objectiu
- STF (Smooth Trans Focus): Objectiu especial amb control de l'efecte de desenfocament o bokeh
- PZ (Power Zoom): Moviment del zoom motoritzat
- T*: Recobriment especial multicapa per reduir reflexos
- C: Objectius de gamma cine

## Objectius
Actualment, Sony consta de dues sèries d'objectius, els "E", per càmeres amb sensor APS-C (amb un factor de retall d'1,5x) i els "FE" per càmeres amb sensor Full Frame.

### Sony E Fixos
| Distància focal | Obertura | Any  | Distància mínima d'enfocament | IS | Serie (G/GM/ZA) | Diametre de filtre |
| --------------- | -------- | ---- | ----------------------------- | -- | --------------- | ------------------ |
| 11mm            | 1.8      | 2022 | 0.12m                         | No | No              | 55mm               |
| 16mm            | 2.8      | 2010 | 0.24m                         | No | No              | 49mm               |
| 15mm            | 1.4      | 2022 | 0.17m                         | No | G               | 55mm               |
| 20mm            | 2.8      | 2013 | 0.20m                         | No | No              | 49mm               |
| 24mm            | 1.8      | 2011 | 0.16m                         | No | Zeiss           | 49mm               |
| 30mm macro      | 3.5      | 2011 | 0.10m                         | No | No              | 49mm               |
| 35mm            | 1.8      | 2012 | 0.30m                         | Sí | No              | 49mm               |
| 50mm            | 1.8      | 2011 | 0.39m                         | Sí | No              | 49mm               |

### Sony E Zoom
| Distància focal | Obertura  | Any  | Distància mínima d'enfocament | IS | Serie (G/GM/ZA) | Diametre de filtre |
| --------------- | --------- | ---- | ----------------------------- | -- | --------------- | ------------------ |
| 10-18mm         | 4.0       | 2012 | 0.25m                         | Sí | No              | 62mm               |
| 10-20mm         | 4.0       | 2022 | 0.13m                         | No | G               | 62mm               |
| 16-50mm         | 3.5 - 5.6 | 2012 | 0.25m                         | Sí | No              | 40.5mm             |
| 16-50mm         | 3.5 - 5.6 | 2024 | 0.25m                         | Sí | Sí              | 40.5mm             |
| 16-55mm         | 2.8       | 2019 | 0.33m                         | No | G               | 67mm               |
| 16-70mm         | 4.0       | 2013 | 0.35m                         | Sí | Zeiss           | 55mm               |
| 18-55mm         | 3.5 - 5.6 | 2010 | 0.24m                         | Sí | No              | 49mm               |
| 18-105mm        | 4.0       | 2013 | 0.45m                         | No | G               | 72mm               |
| 18-110mm        | 4.0       | 2017 | 0.40m                         | Sí | G               | 95mm               |
| 18-135mm        | 3.5 - 5.6 | 2018 | 0.45m                         | Sí | No              | 55mm               |
| 18-200mm        | 3.5 - 5.6 | 2010 | 0.30m                         | Sí | No              | 67mm               |
| 18-200mm        | 3.5 - 6.3 | 2012 | 0.50m                         | Sí | No              | 62mm               |
| 18-200mm        | 3.6 - 6.3 | 2012 | 0.30m                         | Sí | No              | 67mm               |
| 55-210mm        | 4.5 - 6.3 | 2011 | 1.0m                          | Sí | No              | 49mm               |
| 70-350mm        | 4.5 - 6.3 | 2019 | 1.10m                         | Sí | G               | 67mm               |

### Sony FE Fixos
| Distància focal | Obertura | Any  | Distància mínima d'enfocament | IS | Serie (G/GM/ZA) | Diametre de filtre |
| --------------- | -------- | ---- | ----------------------------- | -- | --------------- | ------------------ |
| 14mm            | 1.8      | 2021 | 0.25m                         | No | GM              | -                  |
| 16mm            | 1.8      | 2025 | 0.15m                         | No | G               | 67mm               |
| 20mm            | 1.8      | 2020 | 0.19m                         | No | G               | 67mm               |
| 24mm            | 2.8      | 2021 | 0.18m                         | No | G               | 49mm               |
| 24mm            | 1.4      | 2018 | 0.24m                         | No | GM              | 67mm               |
| 28mm            | 2.0      | 2015 | 0.29m                         | No | No              | 49mm               |
| 35mm            | 2.8      | 2013 | 0.35m                         | No | Zeiss           | 49mm               |
| 35mm            | 1.8      | 2019 | 0.22m                         | No | No              | 55mm               |
| 35mm            | 1.4      | 2015 | 0.30m                         | No | Zeiss           | 72mm               |
| 35mm            | 1.4      | 2021 | 0.27m                         | No | GM              | 67mm               |
| 40mm            | 2.5      | 2021 | 0.25m                         | No | G               | 49mm               |
| 50mm macro      | 2.8      | 2016 | 0.16m                         | No | No              | 55mm               |
| 50mm            | 2.5      | 2021 | 0.31m                         | No | G               | 49mm               |
| 50mm            | 1.8      | 2016 | 0.45m                         | No | No              | 49mm               |
| 50mm            | 1.4      | 2016 | 0.45m                         | No | Zeiss           | 72mm               |
| 50mm            | 1.4      | 2023 | 0.38m                         | No | GM              | 67mm               |
| 50mm            | 1.2      | 2021 | 0.40m                         | No | GM              | 72mm               |
| 55mm            | 1.8      | 2013 | 0.50m                         | No | Zeiss           | 49mm               |
| 85mm            | 1.8      | 2017 | 0.80m                         | No | No              | 67mm               |
| 85mm            | 1.4      | 2016 | 0.80m                         | No | GM              | 77mm               |
| 85mm            | 1.4      | 2024 | 0.80m                         | No | GM              | 77mm               |
| 90mm macro      | 2.8      | 2015 | 0.28m                         | Sí | G               | 62mm               |
| 100mm           | 2.8      | 2017 | 0.57m                         | Sí | GM              | 72mm               |
| 135mm           | 1.8      | 2019 | 0.70m                         | No | GM              | 82mm               |
| 300mm           | 2.8      | 2024 | 2.00m                         | Sí | GM              | -                  |
| 400mm           | 2.8      | 2018 | 2.70m                         | Sí | GM              | 40.5mm             |
| 600mm           | 4.0      | 2019 | 4.50m                         | Sí | GM              | 40.5mm             |

### Sony FE Zoom

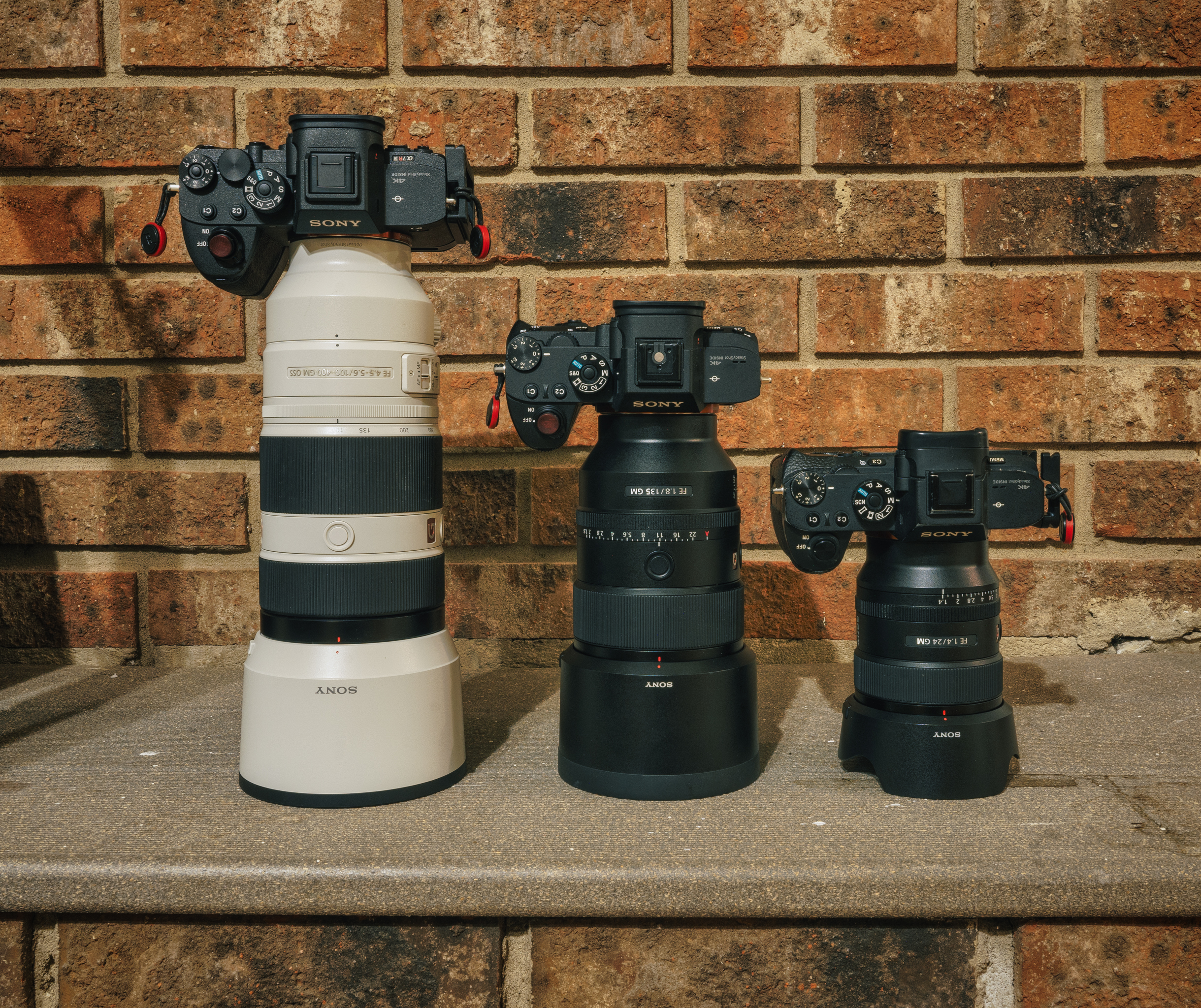
Sony Alpha 7II, 7 III i 7 IV amb varis objectius

| Distància focal | Obertura  | Any  | Distància mínima d'enfocament | IS | Serie (G/GM/ZA) | Diametre de filtre |
| --------------- | --------- | ---- | ----------------------------- | -- | --------------- | ------------------ |
| 12-24mm         | 4.0       | 2017 | 0.28m                         | No | G               | -                  |
| 12-24mm         | 2.8       | 2020 | 0.28m                         | No | GM              | -                  |
| 16-25mm         | 2.8       | 2024 | 0,18m                         | No | G               | 67mm               |
| 16-35mm         | 4.0       | 2014 | 0.28m                         | Sí | Zeiss           | 72mm               |
| 16-35mm         | 4.0       | 2022 | 0.24m                         | No | G               | 72mm               |
| 16-35mm         | 2.8       | 2017 | 0.28m                         | No | GM              | 82mm               |
| 16-35mm         | 2.8       | 2023 | 0.22m                         | No | GM              | 82mm               |
| 16-35mm         | 3.1       | 2020 | 0.28m                         | No | G               | -                  |
| 24-50mm         | 2.8       | 2024 | 0.18m                         | No | G               | 67mm               |
| 20-70mm         | 4.0       | 2023 | 0.25m                         | No | G               | 72mm               |
| 24-70mm         | 4.0       | 2013 | 0.40m                         | Sí | Zeiss           | 67mm               |
| 24-70mm         | 2.8       | 2016 | 0.38m                         | No | GM              | 82mm               |
| 24-70mm         | 2.8       | 2022 | 0.21m                         | No | GM              | 82mm               |
| 24-240mm        | 3.5 - 6.3 | 2015 | 0.50m                         | Sí | No              | 72mm               |
| 28-60mm         | 4.0 - 5.6 | 2020 | 0.30m                         | No | No              | 40.5mm             |
| 28-70mm         | 3.5 - 5.6 | 2013 | 0.40m                         | Sí | No              | 55mm               |
| 28-70mm         | 2.8       | 2024 | 0.38m                         | No | GM              | 86mm               |
| 28-135mm        | 4.0       | 2014 | 0.40m                         | Sí | No              | 95mm               |
| 70-200mm        | 4.0       | 2013 | 1.0m                          | Sí | G               | 72mm               |
| 50-150mm        | 2.8       | 2025 | 0.40m                         | No | GM              | 95mm               |
| 70-200mm        | 4.0       | 2023 | 0.26m                         | Sí | G               | 72mm               |
| 70-200mm        | 2.8       | 2016 | 0.96m                         | Sí | GM              | 77mm               |
| 70-200mm        | 2.8       | 2021 | 0.40m                         | Sí | GM              | 77mm               |
| 70-300mm        | 4.5 - 5.6 | 2016 | 0.90m                         | Sí | G               | 72mm               |
| 100-400mm       | 4.5 - 5.6 | 2017 | 0.98m                         | Sí | GM              | 77mm               |
| 200-600mm       | 5.6 - 6.3 | 2019 | 2.40m                         | Sí | G               | 95mm               |
| 400-800mm       | 6.3 - 8   | 2025 | 1.70m                         | Sí | G               | 95mm               |

### Extensors
El 2016, Sony va presentar dos extensors de distància focal, el 1.4x i el 2x. Aquests, multipliquen la focal de l'objectiu per 1,4 o 2, perdent un pas de llum o dos passos, respectivament.
Aquests, són compatibles amb les següents òptiques de Sony: 70-200mm f/2.8 GM, 100-400mm f/4.5-5.6 GM OSS, 200-600mm f/5.6-6.3 G OSS, 400mm f/2.8 GM OSS i 600mm f/4 GM OSS.

## Adaptadors
Gràcies a la curta distància focal de brida de la muntura E de Sony, moltes lents es poden adaptar, tot i que s'haurà de tenir en compte un factor de retall per a totes les càmeres APS-C. A més, amb la introducció de l'estabilitzador d'imatge a algunes càmeres de la marca, qualsevol objectiu adaptat (independentment de l'antiguitat, la marca o la muntura) es pot estabilitzar la imatge.
Actualment, sony consta dels següents adaptadors de muntura, els quals serveixen per utilitzar objectius de muntura A a càmeres amb muntura E:
- LA-EA1: Compatible amb objectius de muntura A APS-C, en càmeres sense mirall amb muntura E. Utilitza enfocament automàtic per contrast i només funciona amb objectius amb sistema AF SAM/SSM.[87]
- LA-EA2: Compatible amb objectius de muntura A APS-C, en càmeres sense mirall amb muntura E. Utilitza enfocament automàtic per detecció de fase i funciona amb tots els objectius amb sistema AF.[87]
- LA-EA3: Compatible amb objectius de muntura A Full Frame, en càmeres sense mirall amb muntura E. Utilitza enfocament automàtic per contrast i només funciona amb objectius amb sistema AF SAM/SSM.[87]
- LA-EA4: Compatible amb objectius de muntura A Full Frame, en càmeres sense mirall amb muntura E. Utilitza enfocament automàtic per detecció de fase i funciona amb tots els objectius amb sistema AF.[87]
- LA-EA5: Compatible amb objectius de muntura A Full Frame, en càmeres sense mirall amb muntura E. Utilitza enfocament automàtic per detecció de fase i funciona amb tots els objectius amb sistema AF i ràfega d'alta velocitat.[88]
- LA-EB1: Permet connectar objectius amb muntura B4 als models XDCAM PXW-FX9, PXW-FS7 I PXW-FS7M2 de Sony.[89]

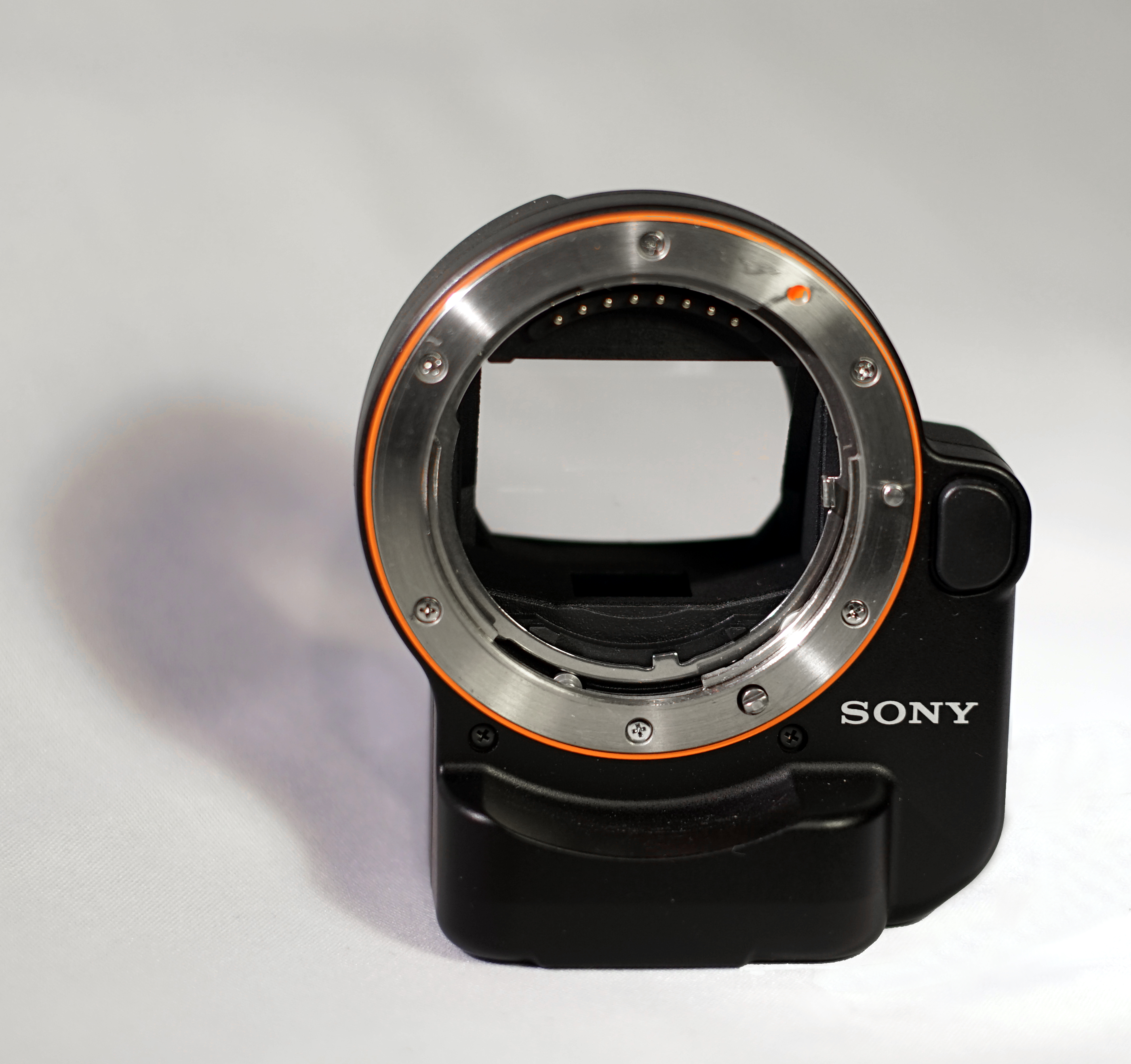
Adaptador de muntura Sony LA-EA4

## Terceres marques
Sony va publicar les especificacions de la seva muntura el 8 de febrer de 2011, permetent el desenvolupament d'objectius per part d'altres fabricants.
L'obtenció d'una llicència per a les especificacions de la muntura, requereix l'aprovació de Sony i la signatura d'un acord de confidencialitat.
Actualment, les següents marques fabriquen objectius amb muntura E de Sony:
- 7Artisans
- Kamlan
- Lensbaby
- NiSi
- Samyang
- Sigma
- Tamron
- Tokina
- Venus Laowa
- Viltrox[93]
- Voigtländer
- Yongnuo[94]
- Zeiss